# ハピくるっ!
『ハピくるっ! ウワサの芸能ワイドショー』（ハピくるっ! ウワサのげいのうワイドショー）は、関西テレビで、2011年（平成23年）10月3日から2015年3月27日まで平日14:00 - 14:55（JST）で生放送されていた午後のワイドショー・情報バラエティ番組である。

## 概要
関西テレビでは、2009年4月から『アップ&UP!』→『あっぷ&UP!』や『キキミミ!』といった平日午後のローカル情報番組を放送していたが、2011年10月3日から番組名を『ハピくるっ!』と改めて梃入れを図った。出演者は『キキミミ!』から引き続き、岡田圭右（ますだおかだ）、木本武宏（TKO）、はるな愛、増田英彦（ますだおかだ）、クワバタオハラが起用された。
『あっぷ&UP!』や『キキミミ!』時代は生活情報中心の内容だったが、本番組では芸能ニュースやエンタメ情報に特化した内容に絞った。最新の芸能裏ネタ情報を芸能リポーターやサンケイスポーツの芸能記者が日替わりで出演し、解説を交えて送る。
『キキミミ!』までは月曜日と木曜日のみ生放送でそれ以外の曜日は録画（撮って出し）による放送だったが、本番組では全曜日生放送形式となった。
番組のマスコットキャラクターは、タキシード姿のウサギの「ハピット」。

## 番組の歴史

### 放送時間を変更
2012年4月2日より、フジテレビ系全国ネットの情報番組『知りたがり!・第1部』をネット開始のため、本番組は枠移動・2分短縮し14:58 - 15:48となった。関西テレビでは時間変更に伴い、『知りたがり!』と本番組の共同キャンペーンを展開した。また『知りたがり!・第1部』終了後（14:58）は、スタジオから今日の番組内容を予告→報道フロアからのニュース→「くるっと裏ネタ!芸能ニュース」の順番に放送した。

### 関西ローカルから一部地域ネットに昇格
2013年4月1日からは、これまでの関西ローカル番組から、テレビ西日本のネット受けに伴ってネット番組に昇格した。これに伴い、放送時間を15:50まで延長し、52分番組に復した。
同年9月27日をもって、当番組の前座番組『アゲるテレビ・第1部』（フジテレビ制作・同系列全国ネット）終了のため、同年9月30日よりその後番組として、当番組の放送時間を14:00 - 14:55に変更する。これにより、すでに放送中の『情報ライブ ミヤネ屋・第1部』（読売テレビ制作・日本テレビ系列全国ネット）との準キー局制作平日午後の情報番組同士の競合が起こる。なお、この日以降、新たに長野放送・テレビ静岡・沖縄テレビでも『アゲるテレビ・第1部』の後枠扱いで順次ネット受け開始となる。また、同日より、前週まで当番組内で放送していた関西地区のローカルニュースを『KTVニュース』として切り離し、別番組とした。しかし、テレビ西日本での放送が2014年9月26日で打ち切られた。

### 番組終了
2015年1月29日の関西テレビ新春社長定例会見において、同局代表取締役社長福井澄郎（現：取締役相談役）から、産休前に進行を担当していた藤本がメイン司会を務める、夕方の3時間ワイド番組を開始することが発表された。一方、フジテレビは同年3月30日から新情報番組『直撃LIVE グッディ!』を開始し、第1部（13:55 - 14:55）のみを全国ネットとすることを決めた。先の会見で福井は同日以降の本番組の処遇について、「安藤さんの番組が、系列ネットの縛りになるのかによる。ネットワーク全体で決定する事項で、いまその佳境にあり調整中です」と述べており、本番組の放送時間を繰り下げるのが難しい状況にあるとしていた。
2015年3月16日、関西テレビ改編発表にて、本番組が同月27日をもって終了することが発表されたが、これは上述した『直撃LIVE グッディ!』が第1部のみ全国ネットになることによるものである。当初は15時台にずらすことも検討されていたが、ドラマ再放送枠（2015年3月まで14:57-16:48）も「視聴者の一定の支持があり、スポンサーの営業的な要望もあった」事から、ドラマの再放送を引き続き継続することにして、「視聴率が安定している『ハピくるっ!』を断腸の想いで打ち切る決断をした」と説明した。なお、関西テレビでも2016年10月3日より本番組の終了の要因の一つとなった『グッディ!』の第2部（14:50 - 15:50）の番販ネットを開始し、2020年9月25日の番組終了までネットした。また、関西テレビでは『グッディ!』の放送開始以降は平日午後の帯番組の自社制作を取り止めていたが、2021年3月29日から自社制作の情報番組『2時45分からはスローでイージーなルーティーンで』を放送している。

## 出演者
☆は『あっぷ&UP!』の出演経験者。★は『キキミミ!』の出演経験者。

### 終了時点の出演者

#### メインパーソナリティー
- 岡田圭右☆★（ますだおかだ、月曜、2011年10月 - ）
- 木本武宏☆★（TKO、火曜、2011年10月 - ）
- はるな愛★（水曜、2011年10月 - ）[13]
- 増田英彦☆★（ますだおかだ、木曜、2011年10月 - ）
- くわばたりえ★（クワバタオハラ、金曜、2011年10月 - 2013年9月、2014年3月 -）[14]
- 小原正子☆★（クワバタオハラ、金曜、2011年10月 - ）

#### コメンテーター
- 辺見えみり（月曜、2011年10月 - 2013年4月、2013年10月 - ）[15]
- 西川史子（火曜）[16]
- 関純子☆★（関西テレビアナウンサー、火曜）
- バービー（フォーリンラブ、水曜）
- 島田秀平☆★（水曜）
- 鈴木紗理奈（木曜、2012年1月 - ）
- 松本美香☆★（木曜）
- ナジャ・グランディーバ（ドラァグクイーン、木曜）
- 国生さゆり（金曜）
- 武藤まき子（金曜）

#### 芸能リポーター
- 山崎寛代（月曜）
- あべかすみ（火曜）
- 長谷川まさ子（水曜）
- 松本佳子☆★（木曜）
- 納村悦子（サンケイスポーツ文化報道部、金曜）[17]

#### 進行
- 杉本なつみ☆★（当時関西テレビアナウンサー）
- 堀田篤☆（関西テレビアナウンサー、月曜・火曜、2012年4月2日 -）
- 新実彰平（当時関西テレビアナウンサー、水曜、2013年10月2日 -）
- 高橋真理恵☆（関西テレビアナウンサー、木曜・金曜、2012年4月6日 -）

#### コーナーレギュラー
- ベビィリッチ（「トレン女通信」リポーター）
- 入矢麻衣（「トレン女通信」リポーター〔VTR出演〕）
- 滝裕可里（「トレン女通信」リポーター〔VTR出演〕）
- チキチキジョニー（「トレン女通信」リポーター〔VTR出演〕、「鈴木亜美の簡単あみ〜ごはん!」〔VTR出演〕）
- 岡本有加（スマートライフアドバイザー、「トレン女通信」金曜→火曜〔VTR出演〕）
- 佐々木陽子（「月刊ザテレビジョン」編集長、「ハピくるっ!特別編集号 月刊裏ネタ ザテレビジョン」、2011年10月26日 -）
- 谷原章介★（「谷原・浜内の絶品!ハンサムごはん」〔VTR出演〕）
- 浜内千波☆★（「谷原・浜内の絶品!ハンサムごはん」〔VTR出演〕）
- 桐山照史☆★（当時関西ジャニーズJr.、「関西ジャニーズJr.のスイーツ倶楽部」新人執事〔VTR出演〕）
- 重岡大毅★（当時関西ジャニーズJr.、「関西ジャニーズJr.のスイーツ倶楽部」新人執事〔VTR出演〕）
- 濵田崇裕☆★（当時関西ジャニーズJr.、「関西ジャニーズJr.のスイーツ倶楽部」新人執事〔VTR出演〕）
- 小瀧望（当時関西ジャニーズJr.、「関西ジャニーズJr.のスイーツ倶楽部」新人執事〔VTR出演〕）
- 鈴木亜美（「鈴木亜美の簡単あみ〜ごはん!」〔VTR出演〕）

形式上はこのとおりだが、実質的には総合司会者・コメンテーター・進行役アナウンサーの3-4名で司会グループを形成し、芸能レポーターと曜日別コーナーレギュラーが解説・コメンテーター役を務めるという形である。

### 過去の出演者
- 広海・深海☆（「トレン女通信」リポーター〔VTR出演〕）
- 山口まさみ（フードコーディネーター、「トレン女通信」火曜〔VTR出演〕）
- 石崎佳代子（「トレン女通信」旅リポーター〔VTR出演〕）
- 川島壮雄☆（関西テレビアナウンサー、月曜・火曜進行、- 2012年3月27日）
- 吉原功兼☆（関西テレビアナウンサー、木曜・金曜進行、- 2012年3月30日）[18]
- 藤本景子（関西テレビアナウンサー）－ 2011年10月3日 - 2013年9月27日[19]
- 岡安譲☆★（関西テレビアナウンサー、水曜進行、- 2013年9月25日[20]） - 「関西ジャニーズJr.のスイーツ倶楽部」では執事長。

## コーナー

### 全曜日共通のコーナー
くるっと裏ネタ!芸能ニュース
芸能界の様々な最新芸能ニュースを紹介し、芸能リポーターがここでしか言えない裏ネタを披露する。杉本と芸能リポーターがコーナー進行を務める。
芸能ニュース 今日はどんな日!?（2012年4月2日 -）
過去の芸能ニュースに関するクイズを芸能リポーターが出題。

### 各曜日のコーナー
芸能界ちょこっとニュースBEST10（月曜）
前週起こった芸能界のビッグニュースの裏で起こっている、ちょこっとしたニュースをランキング形式で紹介するコーナー。10位から6位まではプロジェクター、ベスト5はVTRで紹介しながら、岡田または辺見がニュースの当事者に向けて一言述べる。なぜか第1位または第2位はクリス松村に関するニュースがランキングしていることが多い。ビッグニュースBEST3も合わせて紹介する。川島→堀田と山崎がコーナー進行を務める。
芸能界○○検定（火曜）
テーマに関する、芸能界の様々な知識を検定問題にして10問出題し、木本・西川・関・杉本がそれぞれ解答。成績によって結果基準が分かれ、10問中9問または10問正解すると、芸能リポーター級シールが贈呈され、一定枚数を集めると海外ロケに行く権利が与えられる。2012年1月現在、レギュラー放送で芸能リポーター級シールを獲得したのは木本（9問正解、2011年11月9日放送「お騒がせタレント検定」）と杉本（コーナー初の全問正解、2012年1月31日放送「アラフォー女優検定」）。川島→堀田とあべがコーナー進行を務める。
芸能ニュースで女子力向上ハートアゲてく～↑↑（水曜）
芸能界の様々なニュースから、女子力をアゲるテクニック「アゲてく」を学んでいこうというコーナー。
11月16・23日は特別編「はるな愛の韓国アゲてく～↑ツアー」として、はるな愛と関純子が韓国・ソウルでのショッピング・エステ・グルメ情報を紹介。
島田秀平の手相で運気アゲてく～↑（水曜、2011年11月2日 -）
島田秀平が芸能人をゲストを迎えて手相を鑑定し、仕事運から恋愛運まで、気になることや悩み相談に答えていく。
ハピくるっ!特別編集号 月刊裏ネタ ザテレビジョン（最終週水曜、2011年10月26日 -）
「月刊ザテレビジョン」編集長の佐々木陽子が最新号に掲載された記事の中から、取材時の裏ネタを披露する。
今週のイケメンニュース★ランキング（木曜）
芸能界のイケメンたちのニュースからスタッフが厳選したものをランキング形式で紹介する。ランキングとは別に、嵐のメンバーに関する「こまかすぎるマル秘プチニュース」はほぼ毎週放送される。
エンタメクルッとQ（木曜）
様々なエンタメ情報をクイズ形式で紹介する。
知らなきゃ恥かく 次くるっ! フレッシュイケメンスター（木曜）
注目のイケメンスターを紹介。インタビューの最後には、ビッグスターになっても「ハピくるっ!ファミリー」である事を誓う誓約書にハンコを押すのがお約束となっている。
芸能界 勝手にランキング!（金曜）
番組独自のテーマで芸能界のあらゆる事柄を勝手にランキングにして発表する。
トレン女（じょ）通信
松竹芸能の芸人が今話題のトレンドをリポートし、女性に嬉しい情報を発信する。
トレン女ランキング
「トレン女通信」の派生コーナー。おすすめスポットの見どころをランキング形式で紹介。
島田秀平の誰でもスグにハピくるっ!? パワースポット&パワーフード巡り（2011年10月3日 - 5日、7日）
島田秀平とバービーが関西のパワースポットを巡り、さらに、開運グルメで幸せ度をアップさせる。
谷原・浜内の絶品!ハンサムごはん（2011年10月11日 - 14日、11月7日・8日・10日・11日）
谷原章介が浜内千波ともに、家庭で今すぐ簡単にできる本格的な絶品料理を調理するコーナー。調理は谷原が担当し、浜内は小型カメラ「千波'sカメラ」で調理中の谷原を間近で撮影する。VTRの最後で谷原が調理した料理を浜内が試食し、谷原が「今夜のおかずは○○（調理した料理）で決まり!」の一言でカッコよく締めくくる。VTR終了後にはスタジオ出演者も料理を試食する。前番組『キキミミ!』でも、夏休み特別企画として放送された。
関西ジャニーズJr.のスイーツ倶楽部（2011年10月24日 -）
執事長の岡安がおすすめする関西のスイーツ店に、新人執事の関西ジャニーズJr.が直撃する。
鈴木亜美の簡単あみ〜ごはん!
鈴木亜美とチキチキジョニーが、さまざまな食材などを使って料理を調理するコーナー。
実録!オンナの○○事件簿
2013年度後半から概ね月1回程度、1週間連続で放送されたもので、視聴者から寄せられた奇怪・奇妙な体験談をドラマ形式で再現するというものだった

## ネット局

### 終了時点のネット局
| 放送対象地域 | 放送局            | 系列           | 放送曜日・時間            | 放送期間                       | 備考   |
| ------------ | ----------------- | -------------- | ------------------------- | ------------------------------ | ------ |
| 近畿広域圏   | 関西テレビ（KTV） | フジテレビ系列 | 月曜 - 金曜 14:00 - 14:55 | 2011年10月3日 - 2015年3月27日  | 制作局 |
| 長野県       | 長野放送（NBS）   | フジテレビ系列 | 月曜 - 金曜 14:00 - 14:55 | 2013年9月30日 - 2015年3月27日  |        |
| 静岡県       | テレビ静岡（SUT） | フジテレビ系列 | 月曜 - 金曜 14:00 - 14:55 | 2013年9月30日 - 2015年3月27日  |        |
| 沖縄県       | 沖縄テレビ（OTV） | フジテレビ系列 | 月曜 - 金曜 14:00 - 14:55 | 2013年10月21日 - 2015年3月27日 | [ 22 ] |

- あくまで全編ローカルセールス枠での放送につき、ネット局の編成の都合により、本番組放送時間帯のフジテレビの番組を同時ネットするもしくは自主編成を行うため、臨時非ネットとすることがあった。
- 『2時ドキッ!』・『2時ワクッ!』・『F-CUBE』を放送していたネット局は本番組では存在しない。
- 本番組の後番組は本番組最終回時点でのネット局で、いずれも『直撃LIVE グッディ!・第1部』（フジテレビ制作、ネットワークセールス枠）である。

### 過去のネット局
- 福岡県 - テレビ西日本（TNC）（2013年4月1日 - 2014年9月26日）[23]

## スタッフ

### 終了時点のスタッフ
- ナレーション：大島榎奈、石崎佳代子、山本悠美子、大橋雄介（関西テレビアナウンサー）
- 構成：野口勉、純子ポッキー、大海克仁、鈴木一史、やまだともカズ、勝浦慎吾（勝浦→以前はブレーン）
- ブレーン：田中亮治、溝上清加、村上慶太、原佑貴子
- TD：吉田満、中川裕貴、石田武司、松岡泰介、芳山貴勇、松林勝正
- SW：吉田満、菊池幸雄、石田武司、芳山貴勇
- CAM：日浅宏一、西村武純、片山武史、横山和明、山添雅嗣
- LD：金子宗央、須賀半二、相澤裕一、大石竜也
- VE：松岡泰助、中川裕貴、伊地知孝仁、松林勝正
- MIX：水川賢一、長池哲、野村理恵、浦嶋静
- 効果：寺脇千景、岡本登志也
- TK：小島由香
- タイトル：芦原祥浩、河合立史、藤田真規、溜池尚毅
- 美術制作：山本映子
- デザイン：山本直人
- 美術進行：永田道徳、西口英希
- 大道具：内海徹哉
- 装飾：萬浪隆史、澤谷友美
- メイク：パウダー
- 編成：中村道郎
- 宣伝：川上翔子（一時離脱→復帰）
- オープニングCG：笹生宗慶
- タイトルロゴ：川角諭志
- 技術協力：イングス、テレコープ、ウエストワン、大阪共立
- 映像協力：フジテレビ
- 制作協力：レジスタX1、メディアプルポ（水）、ジェイワークス（水・金）、東通企画、ディヴォーション
- AP：西本香
- ディレクター：丹羽弘二（レジスタX1）、吉見正明、對馬久織、小八木敬三（レジスタX1）、八友規周（レジスタX1）、瑠東東一郎（メディアプルポ）、萩原崇・植原脩・谷口博邦・安國悟・松川さやか・黒崎翔太郎（KTV）、松浦拓也（ジェイワークス）、小林広美、濱田洋
- プロデューサー：佐野拓水（KTV、以前は、ディレクター兼務）
- 制作著作：関西テレビ

### 過去のスタッフ
- チーフプロデューサー：川中康三・中澤健吾（KTV）
- 編成：東田元、川村徹也
- 宣伝：羽藤ゆかり

## エンディングテーマ
- Camel Rush「雨のち晴れ」（- 2012年3月30日）
- 日比直博「毎日君の笑顔をつくろう」（2012年4月2日 - 2013年3月29日）
- Rails-Tereo「走り出す」（2013年4月1日 - 2015年3月29日）

## その他

### 2011年
- 10月10日は、出雲全日本大学選抜駅伝放送のため休止。
- 11月3日には『ハピくるっ! 日本一早い2011年芸能総まくりスペシャル』と題し、放送時間を拡大して14:05 - 15:50に放送。
- 12月19日は『FNN緊急特報・北朝鮮金正日総書記死去』放送のため休止。
- 12月29日には『ハピくるっ! 芸能ニュースアワード2011』と題し、放送時間を拡大して14:05 - 15:45に放送。

### 2012年
- 3月6日放送の『ハングリー!』第9話で、本番組内で稲垣吾郎扮する麻生時男が食育スクールを公開したニュースを伝えるシーンで杉本なつみと火曜司会の木本武宏・火曜コメンテーターの西川史子が出演[24]。
- 4月30日は、『ハピくるっ! 芸能界春の嵐ぶった切りスペシャル』と題し、放送時間を拡大して14:58 - 16:48に放送。
- 5月3日は、プロ野球・中日×阪神戦中継のため放送休止。
- 7月16日は、『ハピくるっ! 夏の激アツ芸能ニュース!ぶった斬りスペシャル』と題し、放送時間を拡大して14:58 - 16:50に放送。
- 8月11日は、『ハピくるっ! 激アツ芸能ニュースおネエがぶった斬るわよ～生SP』と題して、15:55 - 17:30に特番を放送。

### 2013年
- 5月3日は、『ハピくるっ! 2013年芸能界衝撃ニュースBEST10 ゴールデンスクープ大放出SP』と題し、放送時間を拡大して14:58 - 16:48に特番を放送[25]。
- 8月8日は、『ハピくるっ! ときめきイケメン夏祭 胸キュン・ニュースをドドンッと大放出SP』と題し、放送時間を拡大して14:58 - 16:48に特番を放送[26]。
- 8月9日は、『ハピくるっ! 激アツ裏ネタ大放出! アチチな芸能ニュース生でぶった斬りSP』と題し、放送時間を拡大して14:58 - 16:48に特番を放送[27]。
- 8月12日～8月16日は、『金曜プレステージ』再放送枠（ただし、放送作品は各日とも各局別）にあてたため休止。
- 11月4日は『ハピくるっ!実りの秋!芸能ニュース大豊作スペシャル』と題し、放送時間を拡大して14:00 - 15:25に特番を放送するが、関西テレビ以外の番販ネット局ではいずれも通常時の終了時刻14:55に飛び降りる。

## 外部サイト
| 関西テレビ 平日14:00 - 14:05枠                                                                             | 関西テレビ 平日14:00 - 14:05枠                                                                          | 関西テレビ 平日14:00 - 14:05枠                                                                                 |
| 前番組 | 番組名                                                                                                  | 次番組 |
| --- | --- | --- |
| アゲるテレビ・第1部 ※13:58 - 14:58 【ここまでフジテレビ制作の ネットワークセールス枠】 （2013.4.1 - 9.27） | ハピくるっ! ウワサの芸能ワイドショー 【ここのみ自社制作のローカルセールス枠】 （2013.9.30 - 2015.3.27） | 直撃LIVE グッディ!・第1部 ※13:55 - 14:55 【ここからフジテレビ制作の ネットワークセールス枠】 （2015.3.30 - ）  |
| 関西テレビ 平日14:05 - 14:55枠                                                                             | | |
| キキミミ! （2011.4.4 - 9.30）                                                                              | ハピくるっ! ウワサの芸能ワイドショー 【ここまで自社制作枠】 （2011.10.3 - 2012.3.30）                   | 知りたがり!・第1部 ※14:00 - 14:58 【ここからフジテレビ制作の ネットワークセールス枠】 （2012.4.2 - 2013.3.29） |
| アゲるテレビ・第1部 ※13:58 - 14:58 【ここまでフジテレビ制作の ネットワークセールス枠】 （2013.4.1 - 9.27） | ハピくるっ! ウワサの芸能ワイドショー 【ここのみ自社制作のローカルセールス枠】 （2013.9.30 - 2015.3.27） | 直撃LIVE グッディ!・第1部 ※13:55 - 14:55 【ここからフジテレビ制作の ネットワークセールス枠】 （2015.3.30 - ）  |
| 関西テレビ 平日14:55 - 14:57枠                                                                             | | |
| キキミミ! （2011.4.4 - 9.30）                                                                              | ハピくるっ! ウワサの芸能ワイドショー 【ここまで自社制作枠】 （2011.10.3 - 2012.3.30）                   | 知りたがり!・第1部 ※14:00 - 14:58 【ここからフジテレビ制作の ネットワークセールス枠】 （2012.4.2 - 2013.3.29） |
| 関西テレビ 平日14:58 - 15:01枠                                                                             | | |
| カンテーレ （2010.10.4 - 2012.3.30）                                                                       | ハピくるっ! ウワサの芸能ワイドショー （2012.4.2 - 2013.9.27）                                           | てれびふりーく・第1部（再放送枠） ※14:58 - 15:53 （2013.9.30 - ）                                              |
| 関西テレビ 平日15:01 - 15:48枠                                                                             | | |
| てれびふりーく・第1部（再放送枠） ※15:01 - 15:54 （2009.4.6 - 2012.3.30） 【第1部のみ廃止】                | ハピくるっ! ウワサの芸能ワイドショー （2012.4.2 - 2013.9.27）                                           | てれびふりーく・第1部（再放送枠） ※14:58 - 15:53 （2013.9.30 - ）                                              |
| 関西テレビ 平日15:48 - 15:50枠                                                                             | | |
| てれびふりーく（再放送枠） ※15:48 - 16:48 （2012.4.2 - 2013.3.29） 【2分繰り下げ・短縮】                   | ハピくるっ! ウワサの芸能ワイドショー （2013.4.1 - 9.27）                                                | てれびふりーく・第1部（再放送枠） ※14:58 - 15:53 （2013.9.30 - ）                                              |